# Ахтала (архитектурный комплекс)
Ахта́ла (арм. Ախթալա), также Плиндзаханк, Пгндзаханк (арм. Պղնձահանք) или Пхиндзаванк — армянский монастырь и крепость X века. Расположен на небольшом плато в ущелье реки Дебед (в настоящее время посёлок городского типа Лорийской области Армении). 
Изначально являлся монастырем Армянской Апостольской Церкви, в XIII веке комплекс был передан армянам-халкидонитам, став на долгое время их главным духовным и художественным центром, и функционировал под юрисдикцией Грузинской Православной Церкви. В начале XVIII века заброшен, а в 1802 году восстановлен и превращён в религиозный центр проживающих в Закавказье греков. В настоящий момент находится в собственности ААЦ.
Сохранившиеся фрески монастыря отображают искусство армян-халкидонитов, где воедино переплетаются армянское, греческое и грузинское влияния. В монастыре присутствуют надписи на армянском, а также греческом и грузинском языках.
В современных исторических исследованиях вопрос о праве собственности на церковь был спорным и предметом дискуссии между грузинскими и армянскими учеными. Копии фресок присутствуют как в Государственном музее изобразительного искусства Грузии в Тбилиси, так и в Музее истории Армении в Ереване. Кроме того, церковь включена в рассказ о истории искусства обоих стран.

## Этимология
Монастырский комплекс Ахтала изначально носил название Плиндзаханк (в переводе с армянского «медная руда»), так как располагался вблизи рудника, в котором издавна добывали различные металлы. Под именем Плиндзаханк монастырь неоднократно упоминается в эпиграфических памятниках, колофонах рукописей и у армянских историков XIII века: Киракоса Гандзакеци, Вардана Великого, Степаноса Орбеляна.

## История

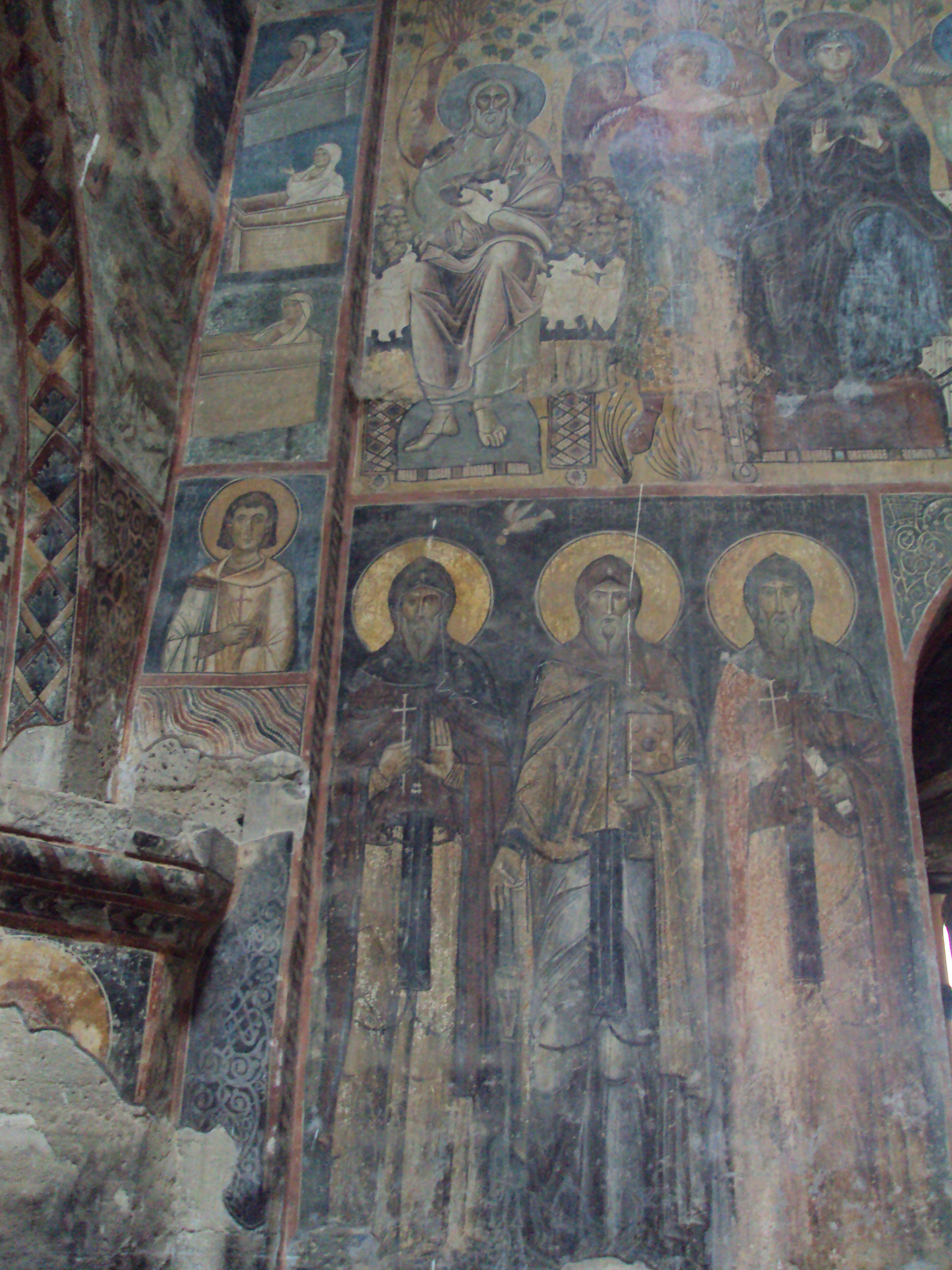
Фрагмент Страшного суда на западной стене, а также изображения грузинских святых (ниже): Св. Шио Мгвимели, Св. Иванэ Шуамдинарели и Евагрэ.

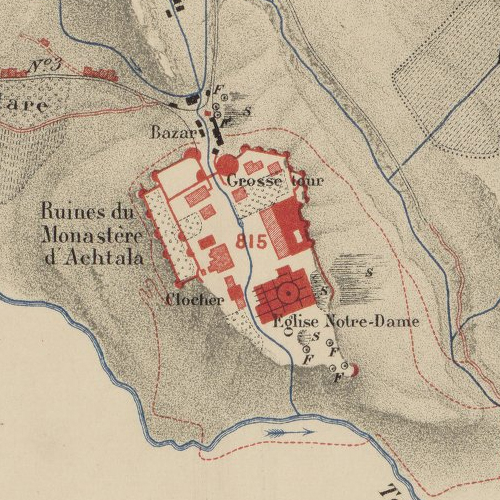
Комплекс на карте 1886 года

В X веке крепость Пгндзаанк (Ахтала) стала важнейшим стратегическим пунктом царства Кюрикян-Багратидов. Надпись на армянском языке на хачкаре сообщает о возведении в 1188 году Мариам, дочерью царя Ташир-Дзорагета Кюрике, церкви Пресвятой Богородицы. В начале XIII века атабек Иване Мхаргрдзели, представитель рода Закарянов и влиятельное лицо при дворе грузинской царицы Тамары, перешедший из Армянской апостольской церкви в лоно Грузинской православной церкви, передаёт монастырь халкидонитам и перестраивает армянский храм.
Киракос Гандзакеци, автор середины XIII века, сообщает:
Умер и Иванэ, брат Закарэ, и был похоронен в Пхиндзаанке, у входа в построенную им самим церковь; он отнял её у армян и превратил в грузинский монастырь.
При этом у средневекового историка слова «у армян» и «грузинский» имеют не этнический, а конфессиональный смысл. 
В XIII веке владельцами монастыря были Закаряны, Пгндзаанк стал крупнейшим халкидонитским монастырем и культурным центром Северной Армении, но административно являлся центром епархии Грузинской Православной Церкви. В алтарной апсиде главного храма была сделана предназначенная для архиерейского богослужения ниша, нетипичная для халкидонитских храмов Северной Армении. 
В середине XIII века в монастыре работал Симеон Плиндзаханеци, о чём свидетельствует сохранившийся в рукописи 1248 года колофон, где на книге Прокла Диадоха Симеон пишет, что книга переведена «с грузинского языка на армянский язык в стране армянской, в монастыре грузинском, который называется «Плиндзаханк».  
В XIV веке название «Пгндзаанк» исчезает из исторических источников. 
В 1438 году впервые в источниках упоминается деревня с названием Ахтала как собственность Грузинского Католикосата.
В начале XVIII века монастырь пришёл в запустение, при Атенском Сионе существовало подворье епископа Ахтальского. 
В 1802 году указом российского императора Александра I Ахтала преобразована в центр Греческой Православной Церкви в Закавказье. В настоящее время остается важнейшим местом паломничества греков, ежегодно 21 сентября отмечающих в Ахтале праздник Рождества Богородицы.
Монастырь находится в собственности армянской церкви. Грузинская православная церковь имеет притязания на него, которые армянская церковь считает необоснованными.

## Строение
Главный храм Ахталы — храм Пресвятой Богородицы, — это крестово-купольная постройка, не сохранившийся купол которой опирался на 2 восьмигранных столба и предапсидные пилястры. Синкретизм черт армянского и грузинского зодчества XIII века, характерный для этого храма, особо проявился в формах и декорациях экстерьера, где типично грузинскими являются большие орнаментированные кресты и обрамления окон, а порталы созвучны армянским образцам. С запада к храму приблизительно в середине XIII века были пристроены усыпальница Иване и портик с открытой аркатурой, прямоугольные в плане. Росписи церкви датируются между 1205 и 1216 годами. Они были выполнены во времена расцвета Грузинского царства при царице Тамаре.  В соответствии с грузинской традицией в парусах помещены изображения евангелистов в медальонах, а на лицевых сторонах арок текст Пс 103. 19 на асомтаврули. Иконографическая программа алтарной апсиды (в конхе Богородица с Младенцем на троне, ниже композиция «Причащение апостолов», под ней 2 ряда святителей) воспроизводит наиболее строгие византийские образцы. Связь с национальной культурной традицией армян-халкидонитов проявилась в расположении в центре нижнего яруса образа просветителя Армении Св. Григория Просветителя. В нижней части западной стены изображены святые Грузинской Церкви, среди которых просветитель Грузии Св. равноапостольные Нина и Иоанн Зедазнели. В южном и северном рукавах пространственного креста представлены циклы росписей, посвящённые Пресвятой Богородице и Спасителю. Исследование стилистических особенностей фресок и характера надписей позволяет предположить, что в работе участвовали не менее 8 художников, среди них были армянин-халкидонит, знакомый с византийской живописью позднекомниновской эпохи (алтарная апсида); художник, следовавший образцам византийской живописи 1-й половины XIII века (верхние регистры северных и южных стен и главные своды); мастера из Грузии, расписавшие западную стену.
Помимо главного храма внутри монастыря находятся небольшая зальная церковь Св. Василия и руины двухэтажного жилого корпуса. Вокруг монастыря на разном расстоянии располагаются четыре церкви-часовни, посвящённые Св. Троице, святым апостолам, святителям Григорию Богослову и Иоанну Златоусту. Реставрационные работы в Ахтале осуществлялись с 1979 по 1989 годы управлением по охране памятников Армении.

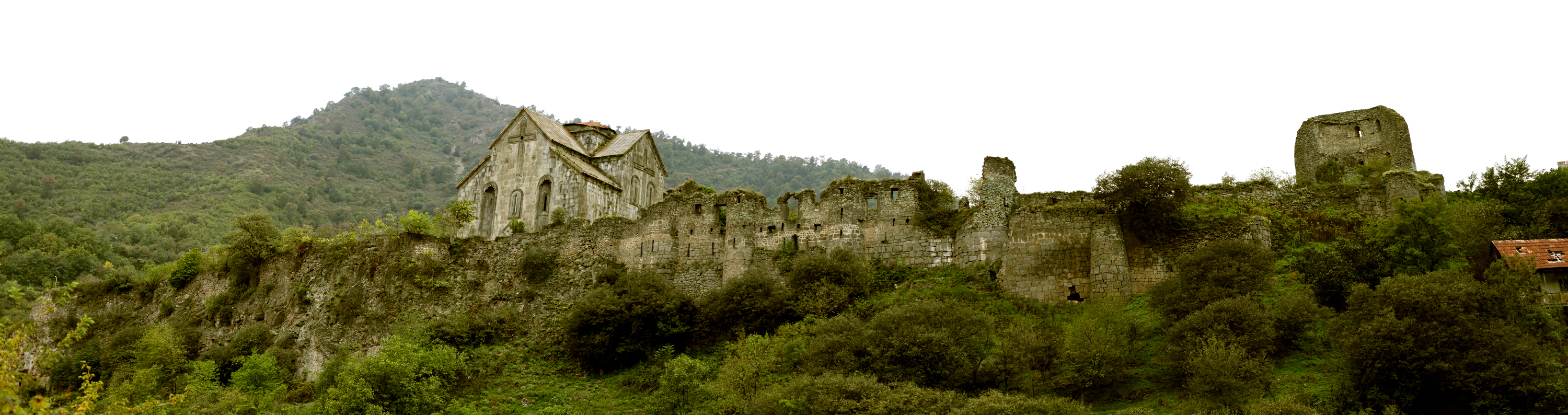
Монастырь и крепостная стена

## Галерея

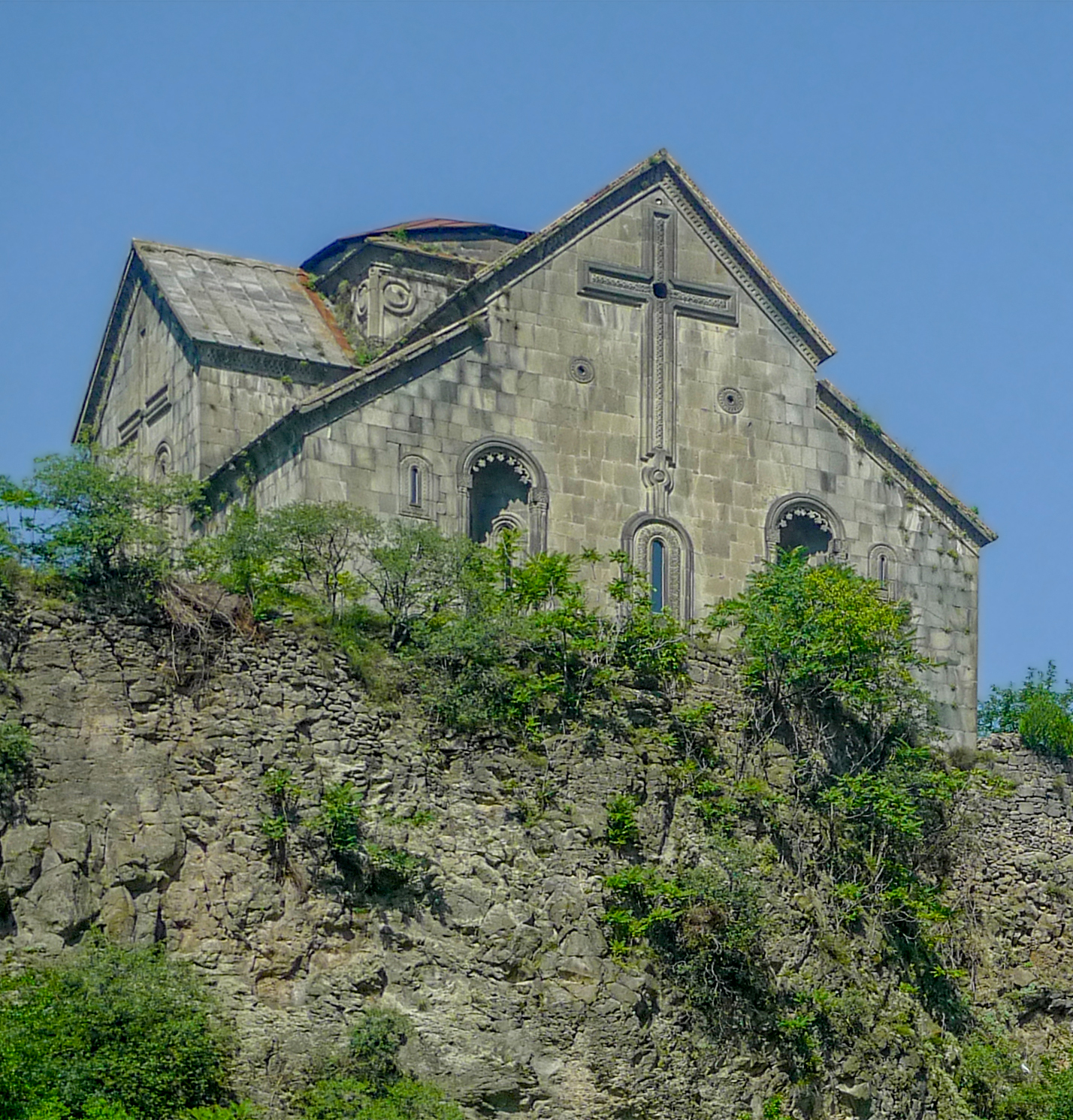
Вид с восточной стороны
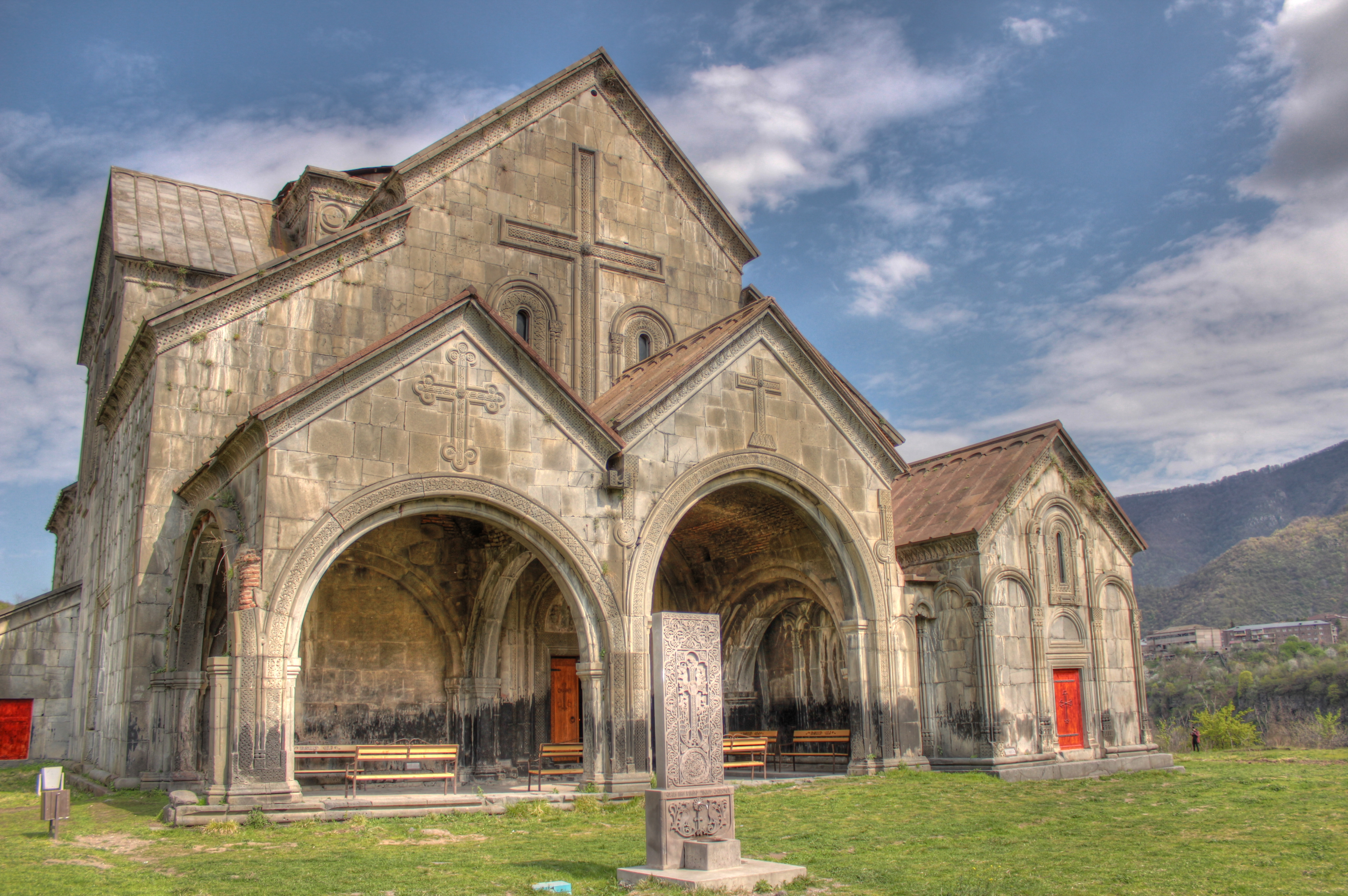
Западный фасад
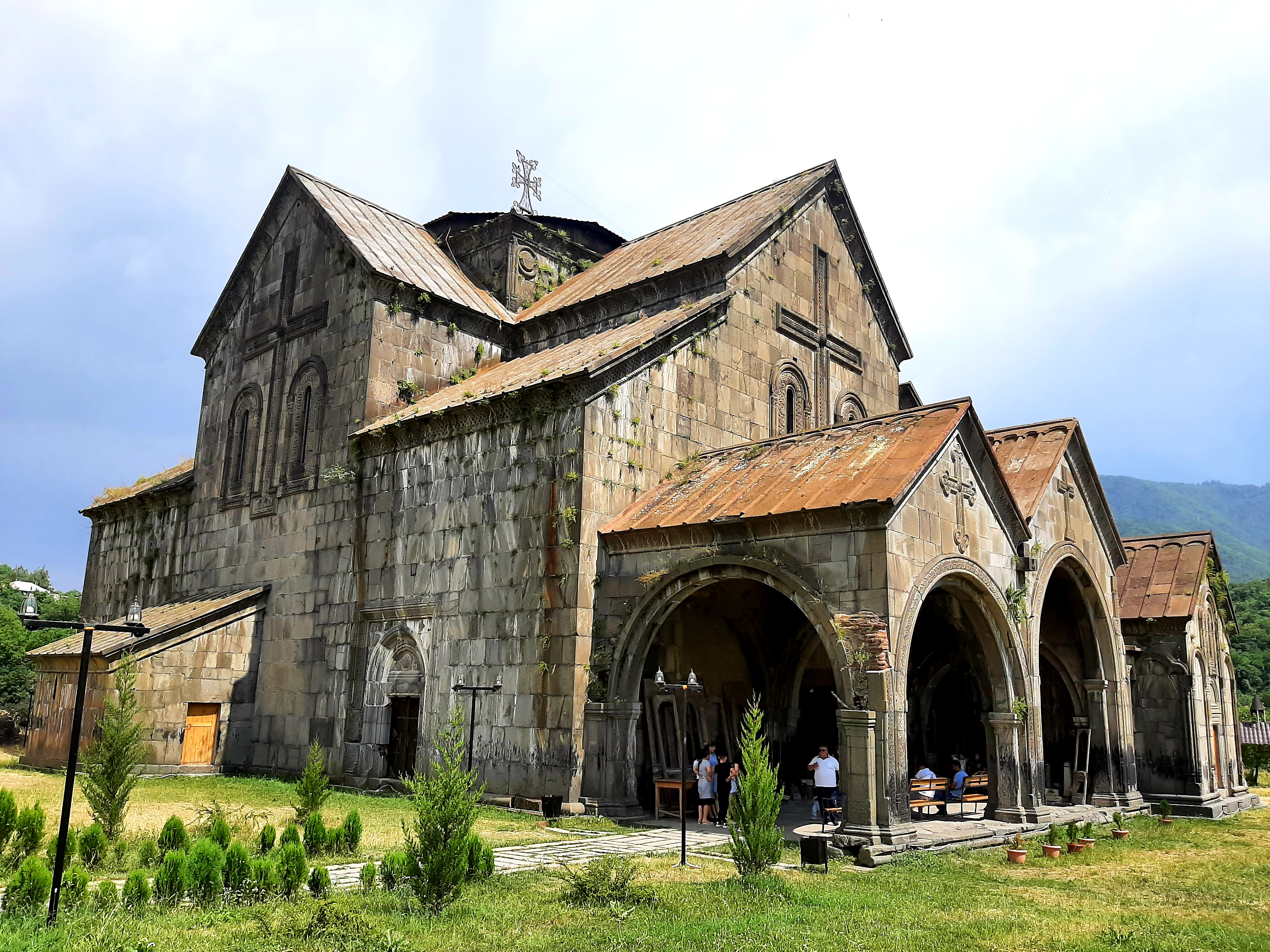
Западный фасад храма
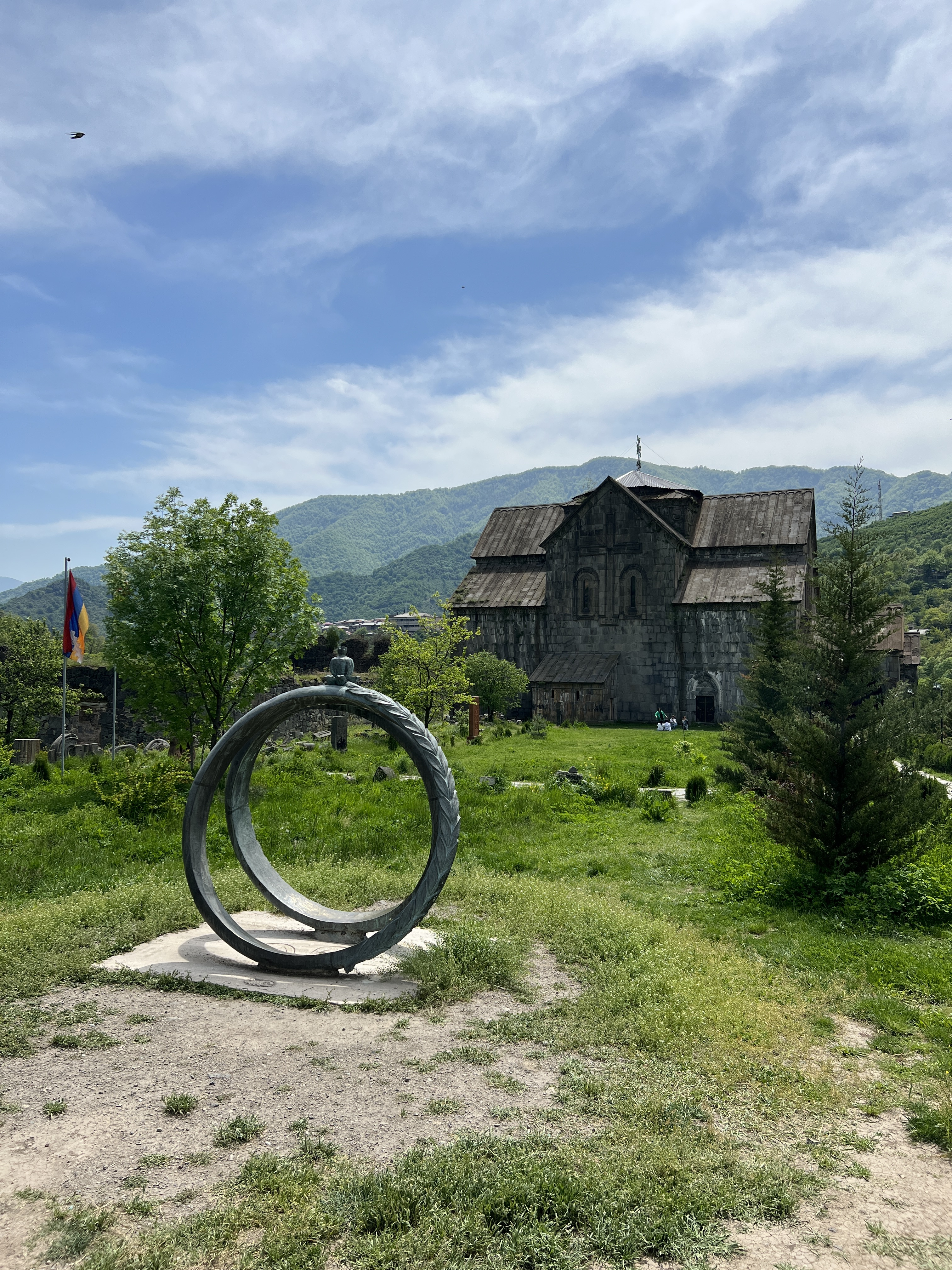
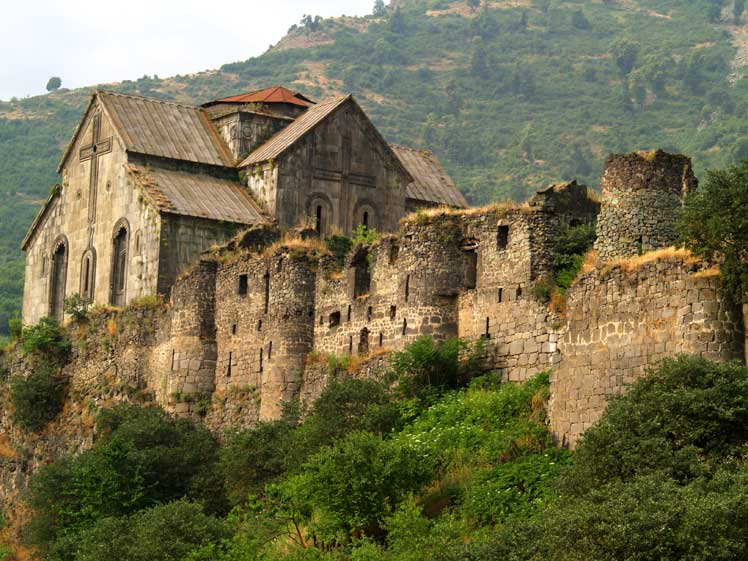
Восточная крепостная стена и храм
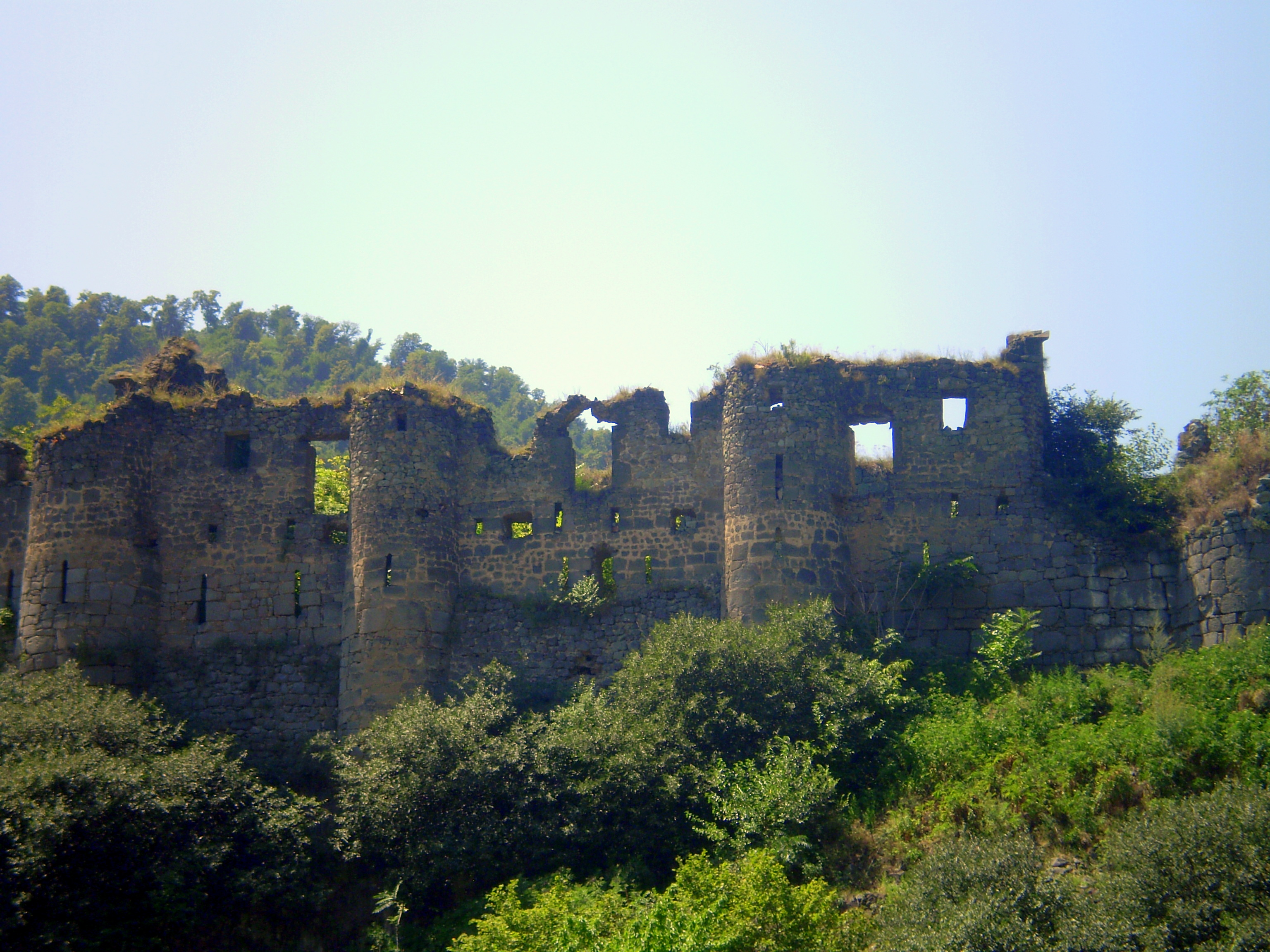
Восточная стена крепости
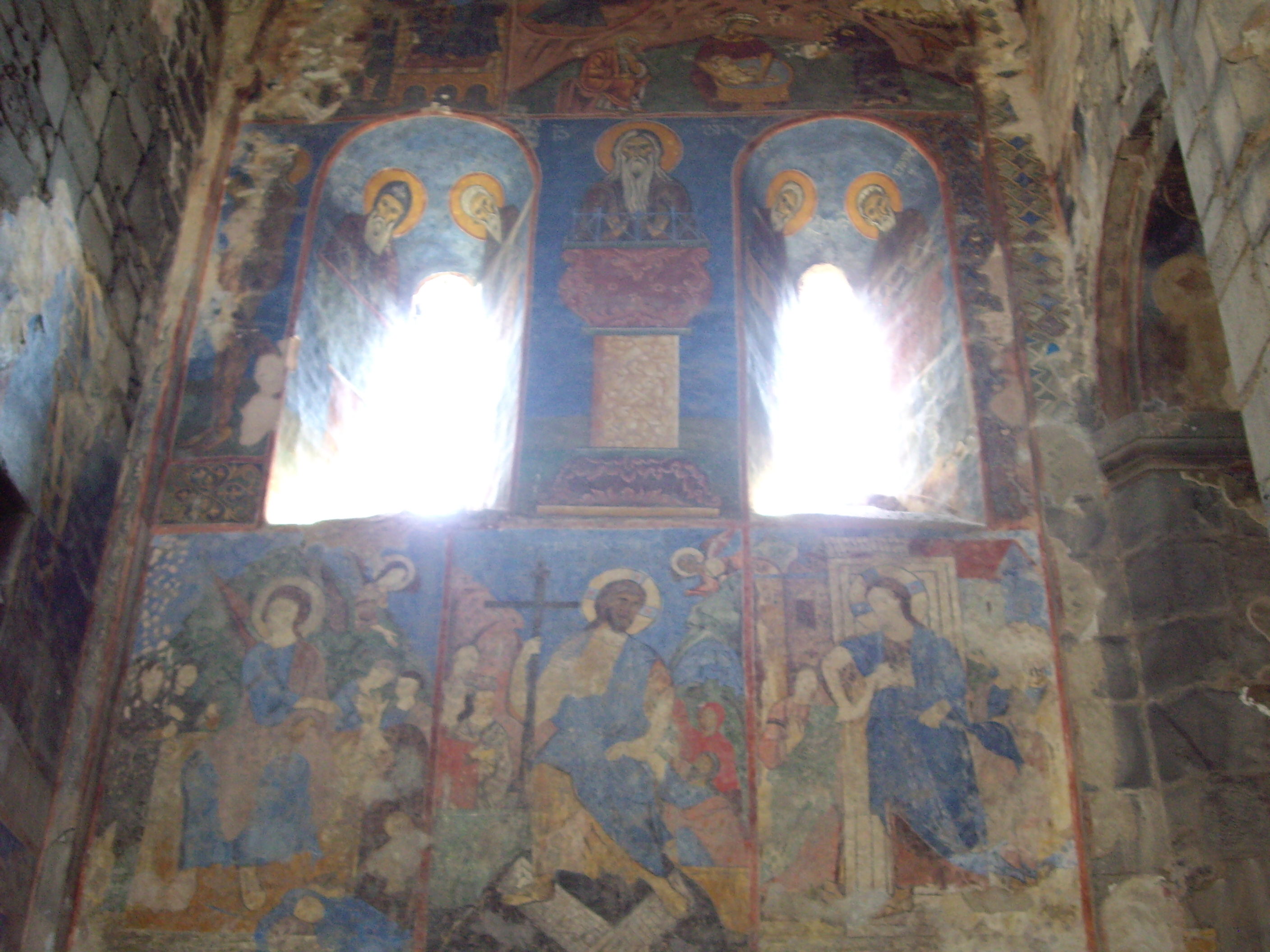
Фрагмент фрески на южной стене храма
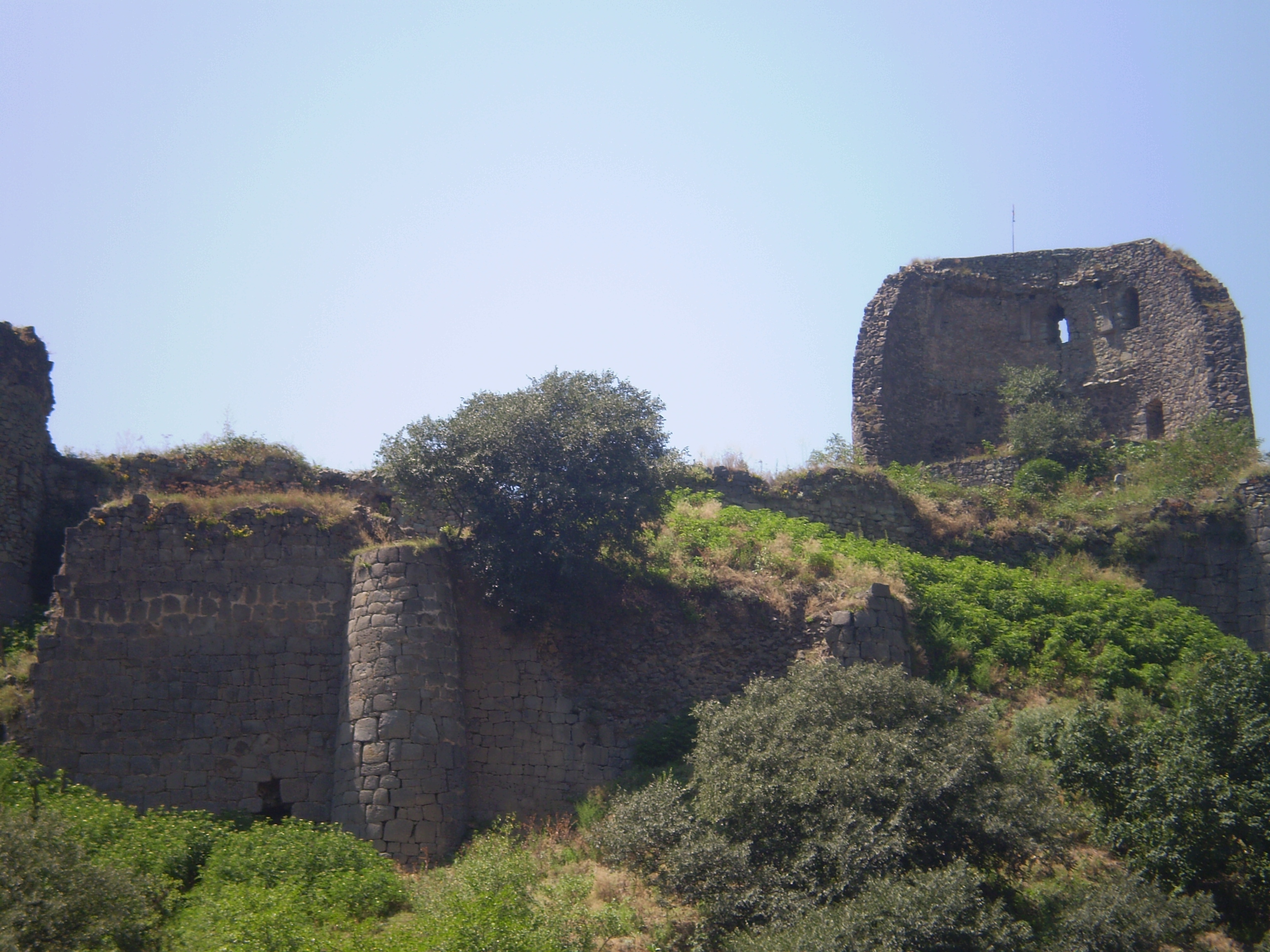
Восточная стена крепости
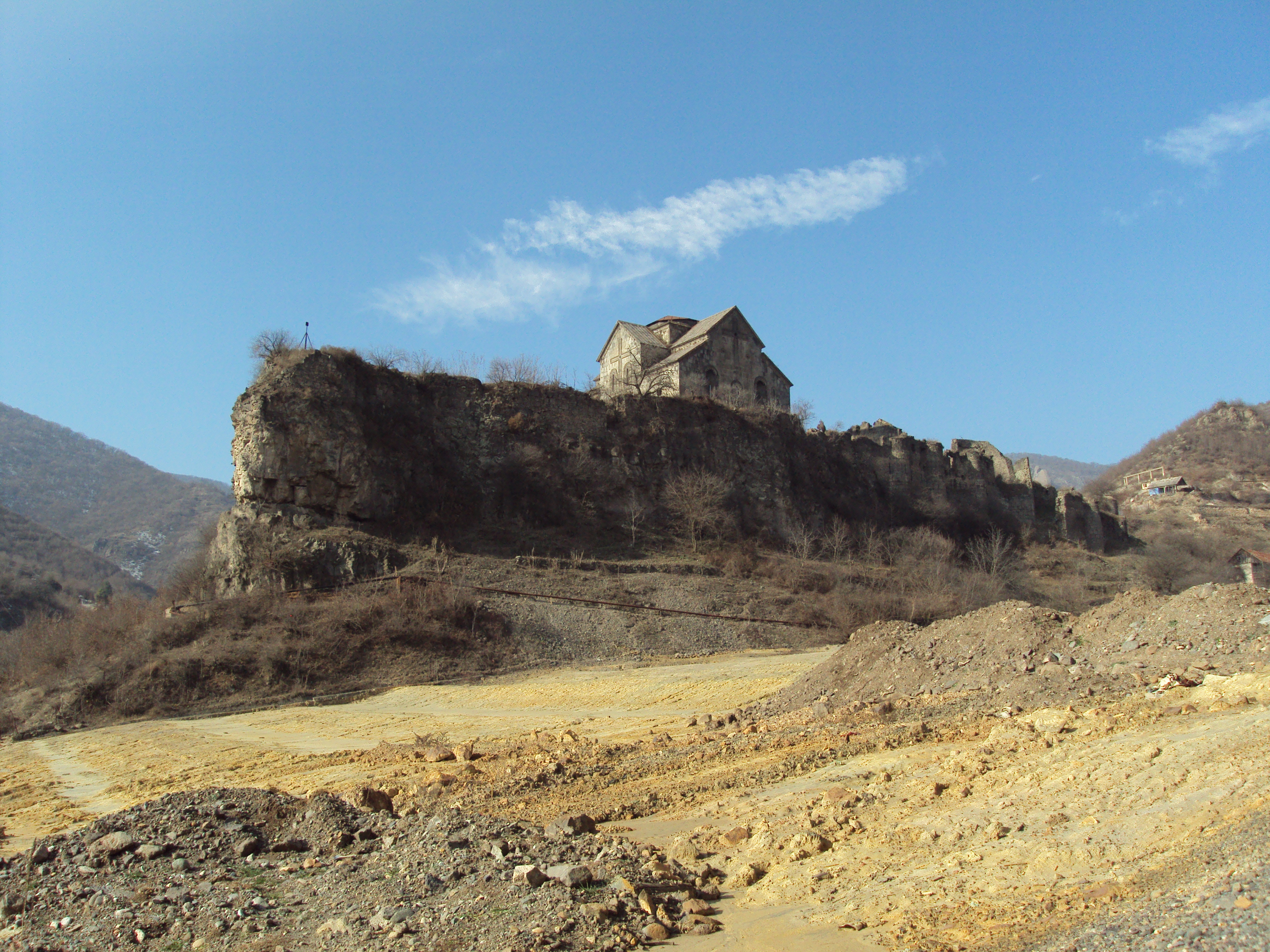
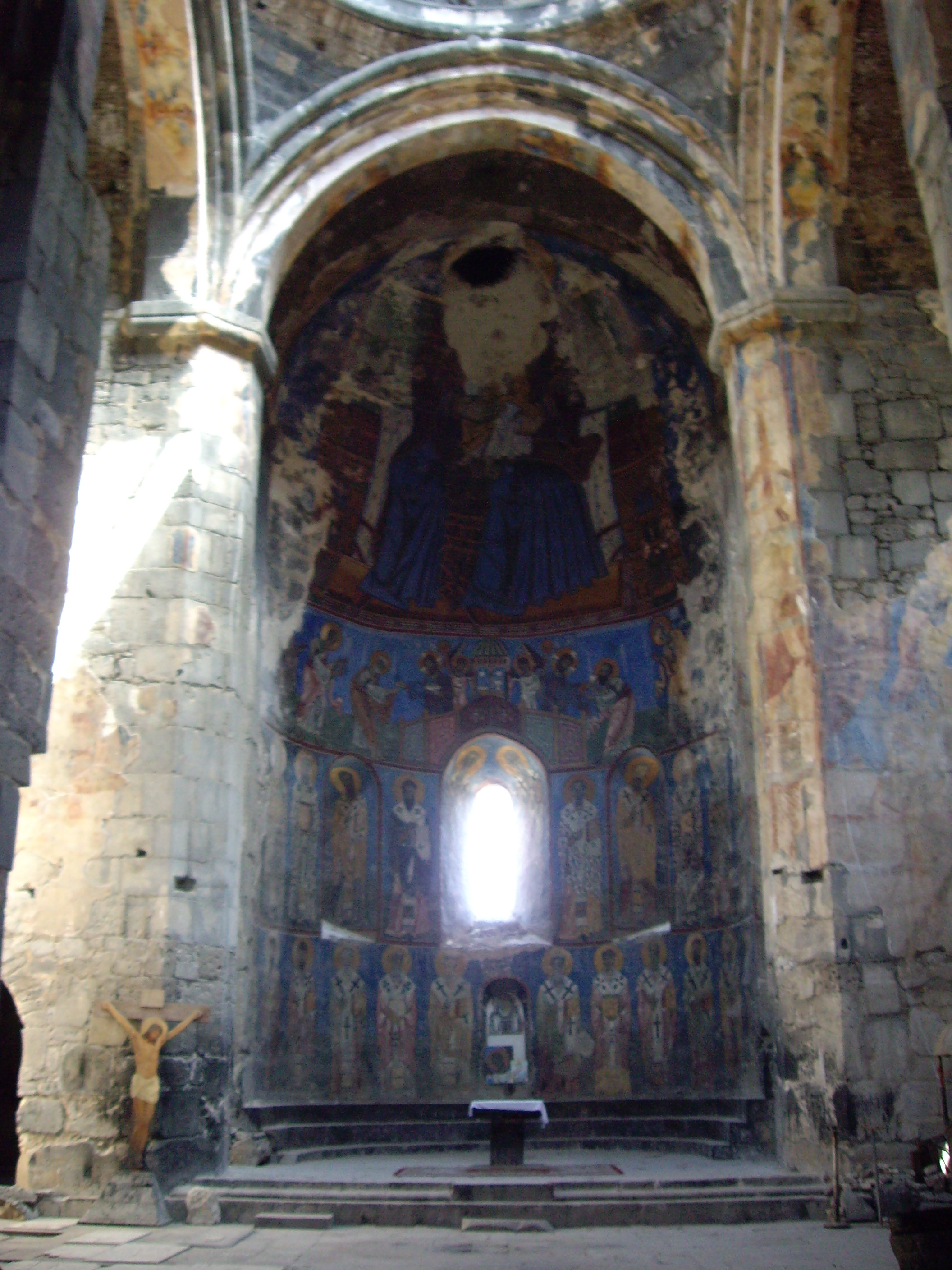
Алтарь
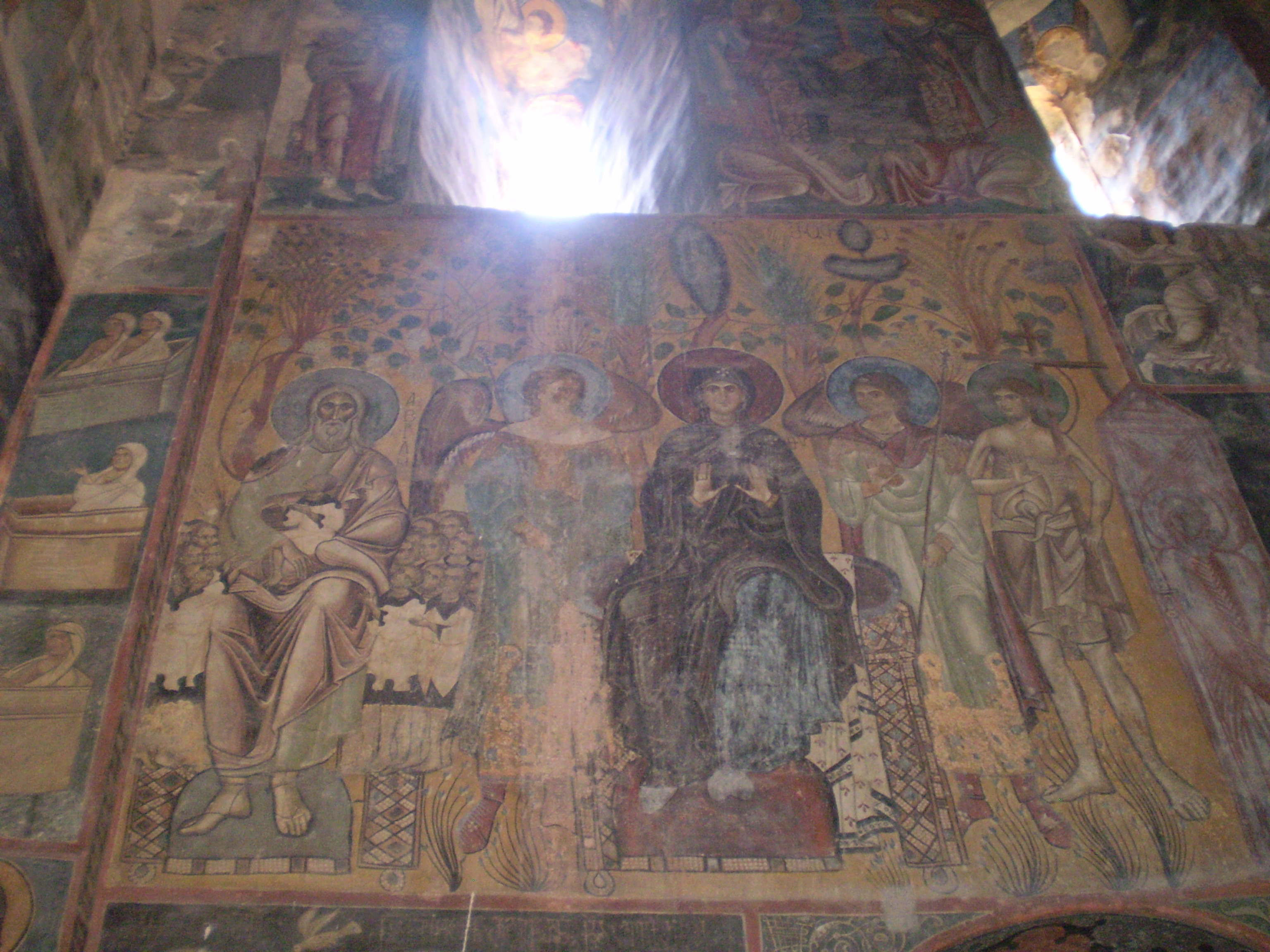
Фреска на западной стене
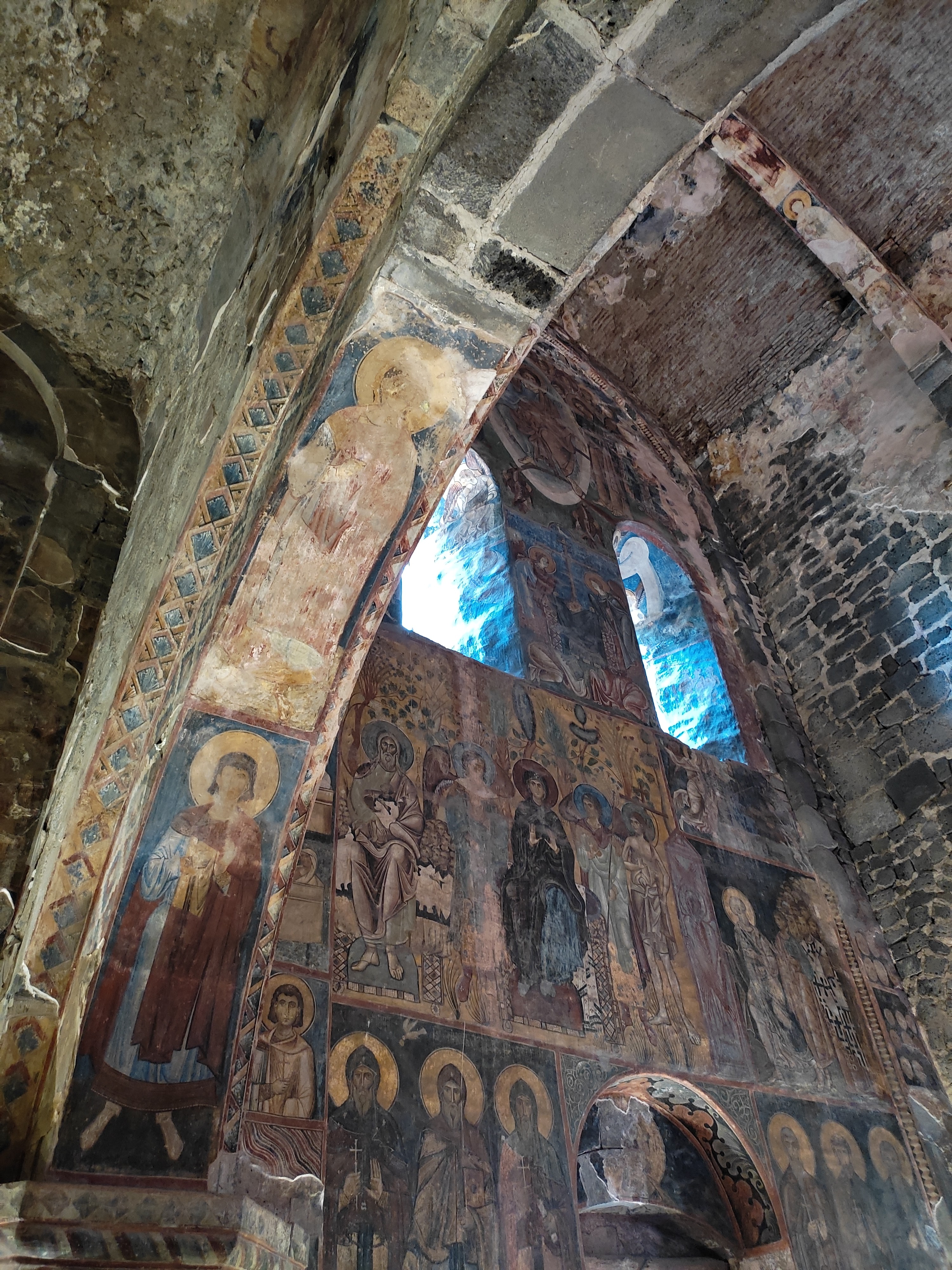
Внутри храма
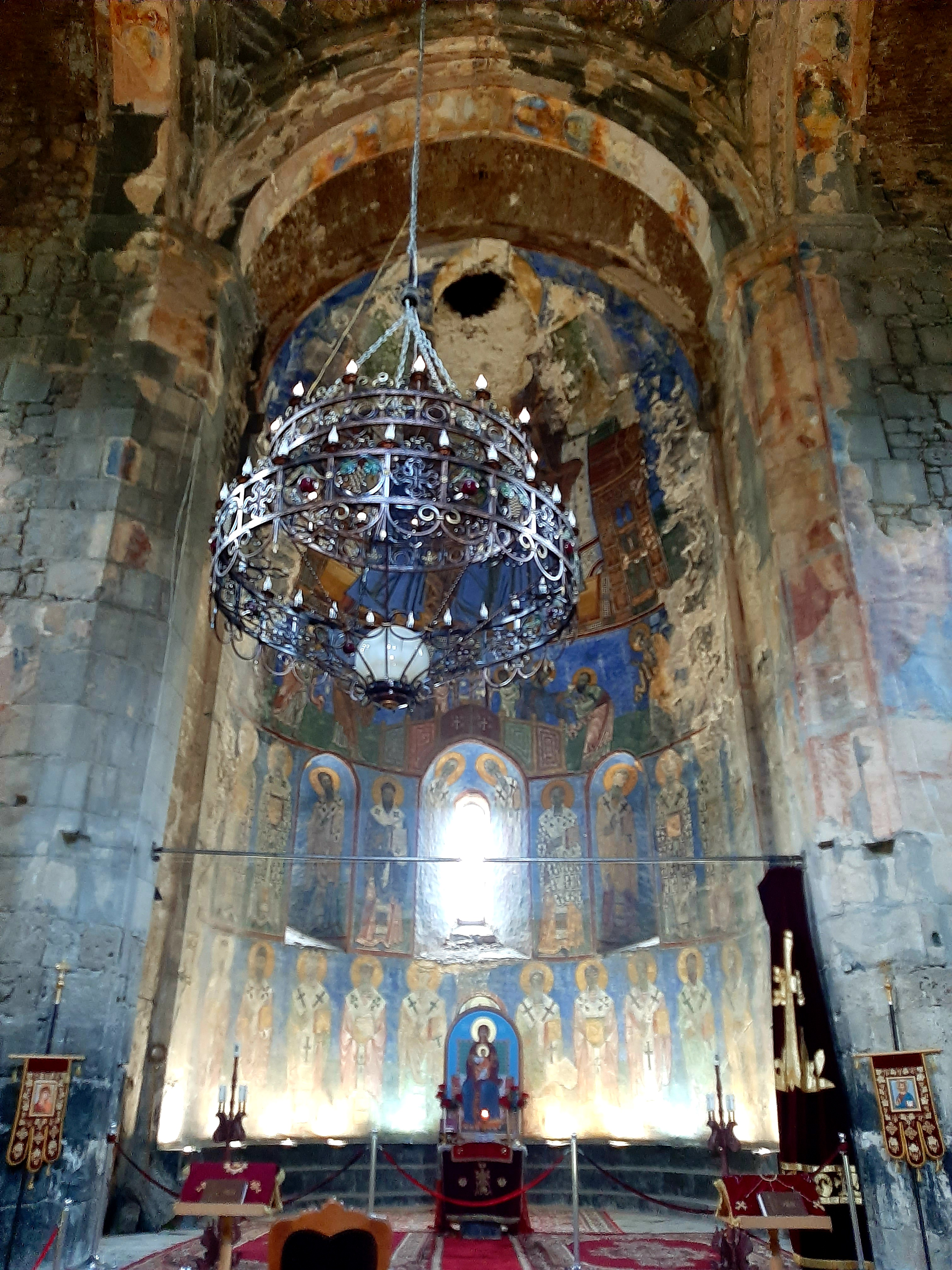
Внутри храма
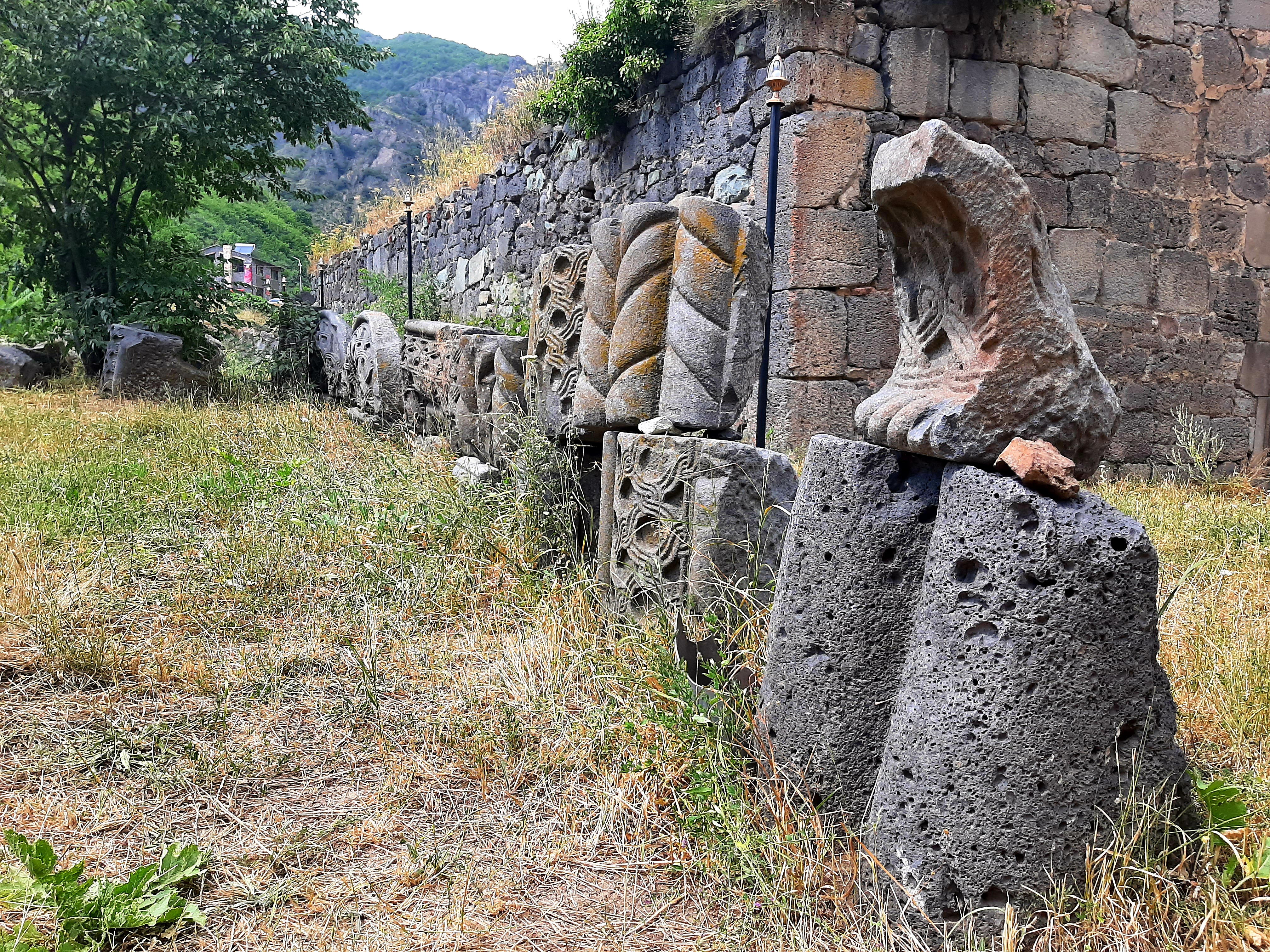

## В культуре
В монастыре армянский кинорежиссер Сергей Параджанов снял два эпизода для своего фильма «Цвет граната».